# シネマフレーバー
シネマフレーバーは、YBSラジオで2005年9月6日から2007年4月1日まで放送していた映画音楽番組。放送時間は毎週日曜日16:30〜16:50(2005年9月のみ月曜日18:40〜19:00)。
毎週ひとつの映画を取り上げ、その映画の情報、ストーリー、時代背景などを紹介しながらその映画で使用された曲を紹介する。複数の週をひとまとめにしてテーマを置きそのテーマに沿った映画の曲を紹介することがある。(2005年12月、クリスマス映画特集など)
また、その映画の製作に多少関わった山梨県出身もしくは山梨にかかわりがある人が電話で登場して、ナビゲーターとのやりとりで自分が関わった部分の裏話を聞くことができる場合がある。ただし、毎週そのような人物が登場するわけではない。
放送で取り上げられた映画については番組ホームページの「今日の一押しシネマ」で番組中に流された曲,ストーリーが紹介されている。

## ナビゲーター
- 鈴木智草(YBSアナウンサー)